# ستيف بولوك (سياسي)
ستيف بولوك (بالإنجليزية: Steve Bullock)‏ هو سياسي بريطاني، ولد في 1954 في ردكار في المملكة المتحدة. حزبياً، نشط في حزب العمال. وقد انتخب Mayor of Lewisham ‏.